# Paige Williams
Paige Williams (Liverpool, 10 maggio 1995) è un'ex calciatrice inglese, di ruolo difensore.

## Carriera

### Club
Paige Williams ha iniziato la sua carriera nelle giovanili dell'Everton, passando alla prima squadra nella stagione 2013 ed esordendo contro l'Oxford United il 27 aprile 2013 in FA Women's Cup. Ha saltato quasi tutta la stagione 2014 a causa di un infortunio al ginocchio, rientrando per le ultime partite che hanno poi portato alla retrocessione dell'Everton. Nelle prime due stagioni con le Toffees ha collezionato dieci presenze. Nella stagione 2015 ha giocato con la maglia dell'Everton complessivamente tra campionato e coppa 24 partite e realizzando quattro reti.
Il 26 novembre 2015 Paige Williams ha firmato un contratto con il Brescia, diventando la prima inglese a vestire la maglia del Brescia. Ha esordito in campionato il 16 gennaio 2016 nella partita casalinga contro il Graphistudio Tavagnacco e vinta per 2-1, entrando in campo al 18' del secondo tempo sostituendo Cristiana Girelli. Alla sua seconda partita in campionato ha segnato la sua prima rete al settimo minuto di recupero del secondo tempo, rete che ha determinato il pareggio per 2-2 sul campo della Pink Sport Time.
Il 29 luglio 2016 l'AGSM Verona ha comunicato di aver raggiunto un accordo con Paige Williams per la stagione 2016-2017, dopo che la stessa non aveva trovato un accordo con il Brescia. L'avventura al Verona è durata un solo semestre e all'inizio del 2017 ha rescisso il contratto che la legava alla società veronese per tornare in Inghilterra, firmando un contratto fino al maggio 2018 con il Birmingham City], società iscritta al campionato di FA Women's Super League 1 2017-2018.
Ha giocato per due stagioni col Birmingham City, lasciando la squadra al termine del campionato 2018-2019 avendo la possibilità di firmare un contratto per il Tacón, società spagnola che collaborava col Real Madrid; a causa di una serie eventi, il trasferimento non ebbe luogo e Williams si trovò senza una squadra. Rimasta senza squadra e senza stipendio, decise di entrare nel corpo dei vigili del fuoco, interrompendo così la propria carriera di calciatrice agonostica a meno di 25 anni di età.

### Nazionale
Paige Williams ha indossato la maglia della nazionale inglese in tutte le categorie giovanili. A 13 anni ha esordito nella Nazionale inglese Under-15, indossando la fascia di capitano in più occasioni. Il 3 ottobre 2010 ha esordito con la maglia della Nazionale inglese Under-17 nella partita contro le pari età turche. Con la Nazionale inglese Under-19 ha disputato il campionato europeo 2013, che ha visto le inglesi finire al secondo posto. Durante il torneo, Paige Williams ha segnato due reti entrambe su rigore, la prima contro la Danimarca nel girone e la seconda contro la Finlandia in semifinale.
Nonostante l'infortunio al ginocchio l'avesse lasciata lontana dai campi per buona parte della stagione 2014, Paige Williams è stata convocata da Mo Marley e ha fatto parte della squadra inglese per il campionato mondiale Under-20 2014, giocando la sola partita contro la Nigeria. Attualmente fa parte della squadra inglese under-23.

## Palmarès
- Campionato italiano: 1

Brescia: 2015-2016
- Coppa Italia: 1

Brescia: 2015-2016